# 若気のいたり
『若気のいたり』（わかげのいたり、原題：One Wild Oat）は、1950年に撮影され、1951年に公開されたイギリスのコメディ映画である。オードリー・ヘプバーンが端役で、ジェームズ・フォックス、ロジャー・ムーアがエキストラで出演する。日本未公開。

## あらすじ
ハンフリーとアルフレッドは長い間敵対している。しかし二人の子供たちは恋に落ち、二人が結婚することにより長年の確執を終わらせようとする。だが父親たちはこの考えが気に入らず、二人の結婚を阻止しようとする。

## キャスト
- ハンフリー・ブラウドフッド：ロバートソン・ヘア
- アルフレッド・ギルベィ：スタンリー・ホロウェイ
- ミスター・ベビィズ：サム・コスタ
- フレッド・ギルベィ：アンドリュー・クロフォード
- ミセス・ギルベィ：ヴェラ・ピアス
- シェリー・ブラウドウッド：ジューン・シルバイン
- スロストル：ロバート・モートン
- ミセス・ブラウドウッド：コンスタンス・ローン
- ホテルの受付嬢：オードリー・ヘプバーン（クレジットなし）
- エキストラ：フレッド・バーガー（後のジェームズ・フォックス：クレジットなし）
- エキストラ：ロジャー・ムーア（クレジットなし）

## エピソード
- 本作は、ヴァーノン・シルヴェインの同名戯曲の舞台が成功して、それを映画化したものである[1]。
- オードリー・ヘプバーンの役はハンフリーがアルフレッドの評判を落とすための計画に巻き込まれるホテルの受付嬢であったが、イギリスの検閲に引っかかり、編集でほとんどカットされてしまった[1][2][3]。残っているヘプバーンの出番は映画の真ん中で30秒だけである。
- オードリー・ヘプバーンがオランダからイギリスに渡ってから最初に出演した作品は『素晴らしき遺産』であるが、後から出演した『若気のいたり』の方が先に劇場で上映された。
- 1953年に『ローマの休日』でヘプバーンがスターになった後、彼女の初期の作品をアメリカに輸入しようという動きがあったが、『若気のいたり』はヘプバーンがほとんど登場しないため、ついにアメリカには輸入されなかった[1]。
- 主役の1人であるスタンリー・ホロウェイは1964年に『マイ・フェア・レディ』でオードリー・ヘプバーンの父親役になる[1]。
- 監督のチャールズ・ソンダースは45年後に『若気のいたり』は「私が撮った最も出来の良い作品の一つであった」と述べている[2]。ソンダースは、ロンドンの舞台『ソース・ピカント』を見てヘプバーンの起用を決めたという[2]。
- 日本では未だにビデオ・DVDの発売や、テレビ放映も1度もなされていない。